# Pandanolike
Pandanolike (lat. Pandanales), biljni red iz razreda jednosupnica kojemu pripada pet porodica s preko 1 500 vrsta. Red i porodica Pandanaceae dobili su ime po rodu pandanus, vazdazelenom grmlju i drveću u suptropskim i tropskim područjima jugoistočne Azije, Australije i Afrike. 
Pravi pandanusi mogu narasti od jednog metra pa do 20 metara visine. Listovi su im ravni do dva metra a cvjetovi kod muške i ženske biljke su različiti. Kod vrste Pandanus candelabrum ustanovljeno je da raste samo na tlu bogatog naslagama vulkanskog stijenja kimberlita, što je objavljeno u časopisu Economic Geology
Preko 1340 vrsta seže od velikih arborescentnih biljaka u kišnim šumama i obalnim područjima u tropima do vijugavih biljaka i liana, kao i sitnih, saprofitskih biljaka šumskog tla.

## Porodice
1. Familia Triuridaceae Gardner (66 spp.)
  1. Tribus Kupeeae Cheek
    1. Kihansia Cheek (2 spp.)
    2. Kupea Cheek & S. A. Williams (2 spp.)

  2. Tribus Triurideae Miers
    1. Peltophyllum Gardner (2 spp.)
    2. Triuridopsis H. Maas & Maas (2 spp.)
    3. Lacandonia E. Martínez & Ramos (2 spp.)
    4. Triuris Miers (4 spp.)

  3. Tribus Sciaphileae Hook. fil.
    1. Soridium Miers (1 sp.)
    2. Seychellaria Hemsl. (4 spp.)
    3. Sciaphila Blume (47 spp.)
2. Familia Velloziaceae J. Agardh (336 spp.)
  1. Subfamilia Acanthochlamydoideae (S. C. Chen) P. C. Kao
    1. Acanthochlamys P. C. Kao (1 sp.)

  2. Subfamilia Xerophytoideae Herb.
    1. Xerophyta Juss. (53 spp.)

  3. Subfamilia Vellozioideae Rendle
    1. Barbacenia Vand. (115 spp.)
    2. Barbaceniopsis L. B. Sm. (4 spp.)
    3. Nanuza L. B. Sm. & Ayensu (3 spp.)
    4. Vellozia Vand. (159 spp.)
3. Familia Stemonaceae Caruel (40 spp.)
  1. Subfamilia Pentastemonoideae Reveal
    1. Pentastemona C. G. G. J. Steenis (2 spp.)

  2. Subfamilia Stemonoideae Reveal
    1. Tribus Stemoneae Voigt
      1. Stemona Lour. (27 spp.)
      2. Stichoneuron Hook. fil. (5 spp.)

    2. Tribus Croomieae Reveal
      1. Croomia Torr. ex Torr. & A. Gray (6 spp.)
4. Familia Cyclanthaceae Poit. ex A. Rich. (230 spp.)
  1. Subfamilia Cyclanthoideae Burnett
    1. Cyclanthus Poit. (2 spp.)

  2. Subfamilia Carludovicoideae Harling
    1. Schultesiophytum Harling (1 sp.)
    2. Dicranopygium Harling (53 spp.)
    3. Ludovia Brongn. (3 spp.)
    4. Sphaeradenia Harling (54 spp.)
    5. Stelestylis Drude (4 spp.)
    6. Chorigyne R. Erikss. (7 spp.)
    7. Thoracocarpus Harling (1 sp.)
    8. Asplundia Harling (99 spp.)
    9. Carludovica Ruiz & Pav. (4 spp.)
    10. Dianthoveus Hammel & G. J. Wilder (1 sp.)
    11. Evodianthus Oerst. (1 sp.)
5. Familia Pandanaceae R. Br. (739 spp.)
  1. Subfamilia Freycinetioideae Kurz
    1. Sararanga Hemsl. (2 spp.)
    2. Freycinetia Gaudich. (290 spp.)

  2. Subfamilia Pandanoideae Burnett
    1. Martellidendron (Pic. Serm.) Callm. & Chassot (6 spp.)
    2. Benstonea Callm. & Buerki (65 spp.)
    3. Pandanus Parkinson (376 spp.)